# Monophyllaea anthocrena
Monophyllaea anthocrena är en tvåhjärtbladig växtart som beskrevs av Brian Laurence Burtt. Monophyllaea anthocrena ingår i släktet Monophyllaea och familjen Gesneriaceae. Inga underarter finns listade i Catalogue of Life.